# Ridle Baku
Bote Nzuzi „Ridle“ Baku (* 8. April 1998 in Mainz) ist ein deutsch-kongolesischer Fußballspieler. Er spielte ab 2007 für 13 Jahre beim 1. FSV Mainz 05 und wurde dort zum Bundesligaspieler und deutschen Nachwuchsnationalspieler. Baku steht seit Januar 2025 bei RB Leipzig unter Vertrag. Seit November 2020 ist er deutscher A-Nationalspieler. Er hat jedoch seit 2021 bisher keine Einsätze mehr absolviert.

## Karriere

### Im Verein
Baku schloss sich 2007 als Neunjähriger dem Nachwuchsleistungszentrum des 1. FSV Mainz 05 an und durchlief dieses bis zur A-Jugend. Im Sommer 2017 rückte er in die zweite Herrenmannschaft auf und erhielt seinen ersten Profivertrag. Am 19. Dezember 2017 debütierte Baku in der ersten Mannschaft beim 3:1-Sieg gegen den VfB Stuttgart im DFB-Pokal in der Startelf, unter Trainer Sandro Schwarz noch als Mittelfeldspieler. Am 29. April 2018 erzielte er in seinem ersten Bundesliga-Spiel den Treffer zum 3:0-Endstand gegen RB Leipzig in der 90. Spielminute. Er war kurzfristig in der Startaufstellung aufgeboten worden. Auch in seinem zweiten Bundesligaspiel erzielte Baku einen Treffer: Durch einen 2:1-Auswärtssieg bei Borussia Dortmund erreichte der 1. FSV Mainz 05 am 33. Spieltag den Klassenerhalt. Unter Schwarz’ Nachfolger Achim Beierlorzer war Baku Stammspieler und wurde in der Regel als Außenverteidiger eingesetzt. Sein Vertrag lief bis 2022. Für die Profimannschaft von Mainz 05 absolvierte er 54 Pflichtspiele in der Bundesliga und im DFB-Pokal.
Anfang Oktober 2020, nach dem 2. Spieltag der Saison 2020/21, schloss er sich für fünf Jahre dem VfL Wolfsburg an. Ab dem 3. Spieltag kam er in allen 32 restlichen Bundesligaspielen für den VfL zum Einsatz, in der Folgesaison ebenso in jedem Spiel.

### In der Nationalmannschaft
Baku spielte von November 2015 bis Mai 2016 in der deutschen U18-Nationalmannschaft, für die er in zehn Spielen einen Treffer erzielte. Von September 2016 bis Juli 2017 kam er zehnmal in der U19-Auswahl zum Einsatz und erzielte drei Tore. Für die U20 spielte er viermal. Ab September 2019 spielte Baku für die U21-Nationalmannschaft. Mit ihr gewann er die U21-Europameisterschaft 2021. Beim 1:0-Finalsieg gegen Portugal wurde er zum Player of the Match gekürt.
Am 8. November 2020 berief Bundestrainer Joachim Löw Ridle Baku nachträglich in den erweiterten Kader der A-Nationalmannschaft für das Freundschaftsspiel gegen Tschechien sowie die Spiele in der UEFA Nations League gegen die Ukraine und Spanien. Beim 1:0-Erfolg gegen Tschechien am 11. November 2020 feierte er sein Debüt.
Am 9. November 2021 wurde Ridle Baku erneut nachträglich für die Nationalmannschaft nominiert, da durch einen positiven Corona-Test mehrere Spieler für die WM-Qualifikationsspiele gegen Liechtenstein und Armenien ausfielen.

## Erfolge
- U21-Europameister: 2021

## Privates
Bakus Familie zog 1992 aus Zaire (heute Demokratische Republik Kongo) nach Deutschland. Er besuchte die Gustav-Stresemann-Wirtschaftsschule in Mainz. Sein Zwillingsbruder Makana ist ebenfalls Fußballspieler. Sein älterer Bruder spielte in der Jugend u. a. beim SV Darmstadt 98 und beim FSV Frankfurt.
Anfang 2018 ließ Baku seinen Spitznamen Ridle, den ihm sein Vater in Anlehnung an Karl-Heinz Riedle verliehen hatte, in den Personalausweis eintragen.